# トレブルオートレインズ
トレブルオートレインズ（Treble-O-Trains）は、イギリスのローンスターが、かつて発売していた 鉄道車輌や 建造物のミニチュア模型製品である。本稿では製品の前身であるロコス（Locos）とトレブルオーレクトリック（Treble-O-Lectric）についてもあわせて解説する。

## ロコス
1957年から販売が開始された鉄道車輌や建造物のミニチュア模型製品群である。ほぼ全ての製品がダイカスト製で、鉄道車輌と建物のほかに道床まで再現された「道床付き線路」も製品化されていた。製品パッケージにはOOOゲージやOOOスケールと表記されているが軌間は8mmで製品の縮尺も1/160-1/180で当時のOOOゲージ（＝2mmスケール）の規格（軌間3/8インチ＝約9.5mm、縮尺1/152）とは異なっていた。動力装置は組み込まれていないので、線路上で車輌を走らせるには手で直接押して動かす以外方法はない。軸受けが粗悪なため線路を固定しないと線路ごと動いてしまうこともままある。連結器はフック・リング式である。

## トレブルオーレクトリック
1960年から販売が開始された軌間9mm、縮尺1/152の電動式の鉄道模型である。トレブルオーとはOOOと同じ意味だが、軌間はOOOゲージの3/8インチではなく9mmを採用している。そのため最初に発売されたNゲージ鉄道模型とされることもある。電気方式は現在のNゲージと同じ直流2線式で、連結器は車体に直接取り付けられた首ふり機構のない簡易ベーカータイプを採用している。新たに製作された動力車はダイカスト製の車体とゴムベルト駆動の動力装置が特徴。客車や貨車の中にはロコス製品の軌間と連結器を変更したものもあった。
線路は、レールと枕木だけで道床のないタイプで、連結器の構造上小半径の曲線を回れないため曲線半径は12インチ（約305mm）と大きくなっていた。
建造物（ストラクチャー）はロコスの転用品のほか、新規に製作されたものもある。

## トレブルオートレインズ
1966年にそれまでのロコスとトレブルオーレクトリックに代わって販売が開始された鉄道車輌や建造物のミニチュア模型製品群である。実際の製品は既存のロコスとトレブルオーレクトリック製品を統合したもので、ロコス製品は軌間を9mmに改め、連結器もトレブルオーレクトリック仕様に変更、トレブルオーレクトリック製品は機関車は動力装置の取り付けを止め、ディスプレイモデル化が行われた反面、客車・貨車については大きな変更はなかった。線路については軌間9mmのプラスティック製の道床つき線路が新たに製作された。製品の車輪は樹脂なのでNゲージ用の線路に置いて通電してもショートしないほか、車輪形状が工夫されていて軌間8mmのロコス用線路にも乗せることができる。

## 日本におけるトレブルオートレインズ

### 日本での流通
日本での流通はロコスの後期生産分にあたるブリスターパック製品とトレブルオートレインズ製品が増田屋斎藤貿易を中心に輸入され販売された。また日本語版のカタログも制作されている。

### 日本製品への影響
高級鉄道玩具　夢の超特急　（トミー/トミヤマ）
1964年頃に発売された トミー製造の鉄道玩具である。製品形態は一般的な直流二線式鉄道模型と同一で、家庭用電源を制御機器で降圧・整流して線路から車輌に供給して走行させる。車輌は新幹線の試作車を製品化している。スケールモデルではなく短縮型となっているが、車輌寸法は現在のNゲージ製品に準じていて、当時の『鉄道模型趣味』誌に9mm（＝N）ゲージ日本メーカー最初の製品と紹介されている。車輌構造はトレブルオーレクトリックを参考にしていて、車体はプラスティック製で異なるが、動力装置は歯車減速のゴムベルト駆動で類似 、連結器は全く同じベーカー簡易型である。規格名称もOOOゲージをスリーオーゲージと読ませている。
ミニチュアー鉄道シリーズ　（童友社）
プラモデルメーカーの童友社が製造販売したプラモデルシリーズで、ロンスター・ロコス製品を参考として製作されている。そのため大きさもロコス製品と近似している。線路はプラスティック製の道床付で軌間はロコス製と同様8mmである。車輌製品に関しては、機関車と貨車はロコス製品の模造、電車の先頭車は運転室より前方は童友社独自のものだが、客室部分についてはロコス製品の模造である。他にロコス製品のアメリカ型客車を短縮化した製品もあった。製品の外箱にはOOOゲージに由来する、TOゲージの表記がある。販売時期は1960年代から1970年代初頭である。
TADA製品
TADAは自社で開発した9mmゲージ鉄道模型用動力車とトレブルオートレインズ製品の客車・貨車を組み合わせて鉄道模型車輌セットとしたものを主にアメリカ市場で販売した。動力車は日本国有鉄道のC58形蒸気機関車をタンク機関車化したもので、販売時期は1960年代後半から1970年代初頭である。この機関車は後にディスプレーモデルとして日本市場などで販売された。このほか同社では新幹線0系電車も9mmゲージで模型化している。